# Lispe approximata
Lispe approximata este o specie de muște din genul Lispe, familia Muscidae, descrisă de Huckett în anul 1966.
Este endemică în Oregon. Conform Catalogue of Life specia Lispe approximata nu are subspecii cunoscute.